# Spindelkonungens pyramid
Spindelkonungens Pyramid var det första svenskspråkiga rollspelsäventyr som publicerades. Det gavs ut 1983 av Äventyrspel som en del av lanseringen av Drakar och Demoner och var skrivet av Anders Fager (då Johansson) och formgivet av Klas Berndahl.
Äventyret handlar om utforskandet av en trappstegspyramid hemsökt av enorma spindlar och är fullt med tips och råd som skulle förklara rollspel för en publik som aldrig hört talas om spelen tidigare. Det var strukturellt mycket inspirerat av "Snakepipe Hollow", ett äventyr till Chaosiums rollspel Runequest.
Äventyret har återutgivits två gånger. Dels av Äventyrsspel, tillsammans med äventyret "Skelettbyns hemlighet" och dels i en utvecklad utgåva av SagaGames till rollspelet Fantasy!.